# Antriebssystem (Flugzeug)
Als Antriebssystem (engl. Propulsion System) wird bei zivilen Flugzeugen eine aus Triebwerk, Triebwerksverkleidung und Schubumkehr bestehende Baugruppe bezeichnet.

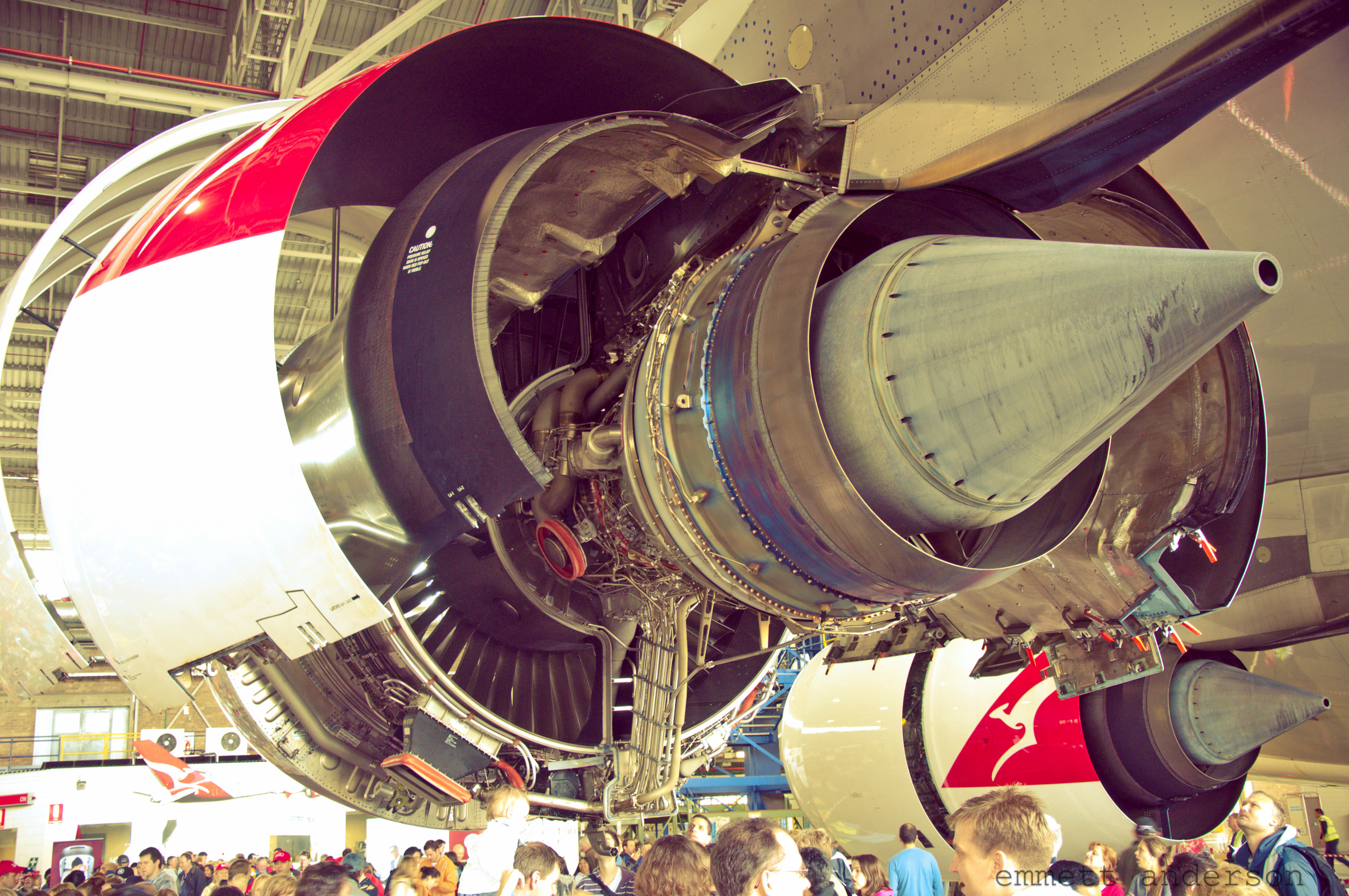
Antriebssystem einer A380 – Triebwerk mit geöffneter Verkleidung

## Abgrenzung
Bei zivilen Flugzeugen werden die Triebwerke in der Regel außerhalb der Zelle des Flugzeugs angeordnet. Dadurch kann der Flugzeughersteller relativ einfach Systemgrenzen sowie Leistungsparameter vorgeben, außerdem ermöglicht dies eine vergleichsweise einfache Fremdvergabe von Entwicklung und Herstellung der gesamten Baugruppe. Ein solches Antriebssystem liefert neben Schub beispielsweise auch elektrische und hydraulische Energie.
Zu unterscheiden ist der Begriff der Luftfahrtantriebe als Sammelbezeichnung gegenüber den zum Antrieb von Luftfahrzeugen verwendeten Triebwerken.

## Systemgrenzen
Für die Abgrenzung der Systeme eines zivilen Flugzeugs wird meist die Systematik der US-amerikanischen Air Transport Association verwendet. Deren ATA-Kapitel (engl. ATA Chapter) grenzen die Hauptgruppe Antrieb (vgl. ATA-Kapitel 70 ff.) folgendermaßen ein:
- Triebwerk einschließlich Anbaugeräten wie den triebwerkseitigen Kraftstoffpumpen und dem elektrischen Generator
- Schubumkehreinheit
- Die aerodynamische Verkleidung des Triebwerks einschließlich Lufteinlass und Abdeckungen (engl. Cowlings) ohne tragende Funktion. Hier bestehen Abgrenzungsprobleme zur Triebwerksgondel (engl. Nacelle), welche ein Strukturteil ist.

Die Triebwerksstrebe (engl. Pylon, vgl. ATA-Kapitel 54) gehört als Strukturteil zum Flugzeug. Ebenfalls nicht zum Antriebssystem gehört das flugzeugseitige Kraftstoffsystem, welches die Pumpen und Leitungen umfasst, mit denen Kraftstoff zum Trimmen des Flugzeugs von Tank zu Tank und letztlich zum Triebwerk gepumpt wird (vgl. ATA-Kapitel 28).